# Promenade de la Vache enragée

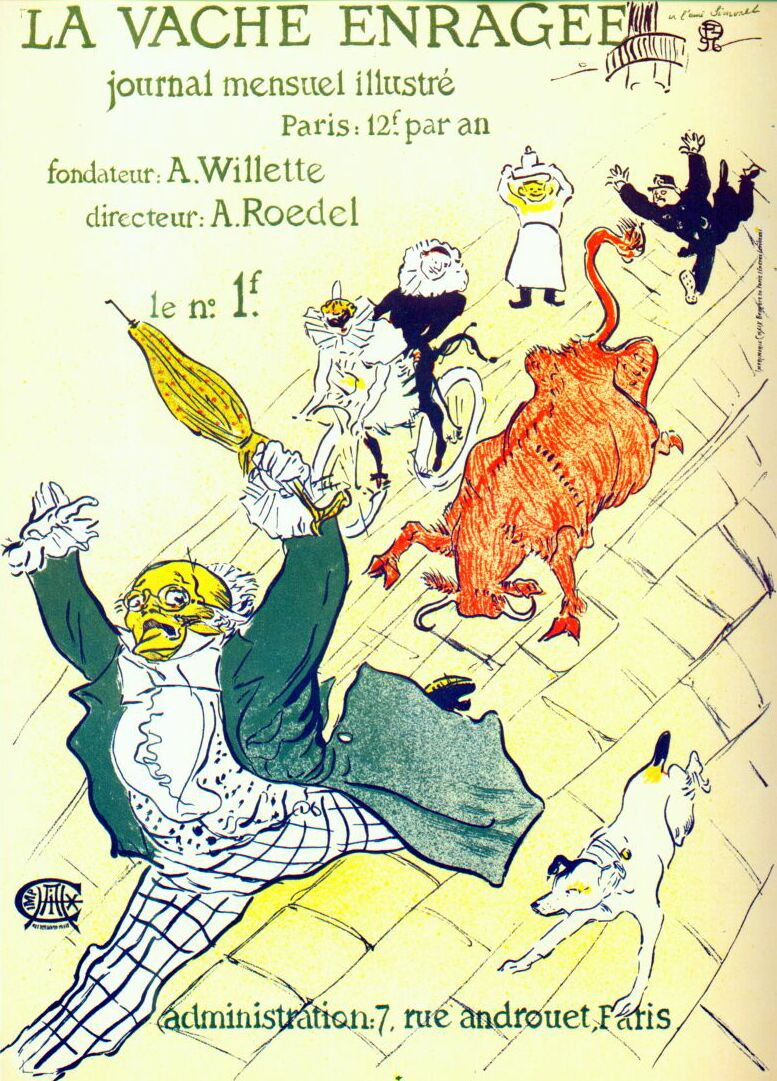
Caricature de Henri de Toulouse-Lautrec pour le journal La Vache enragée, 1896.

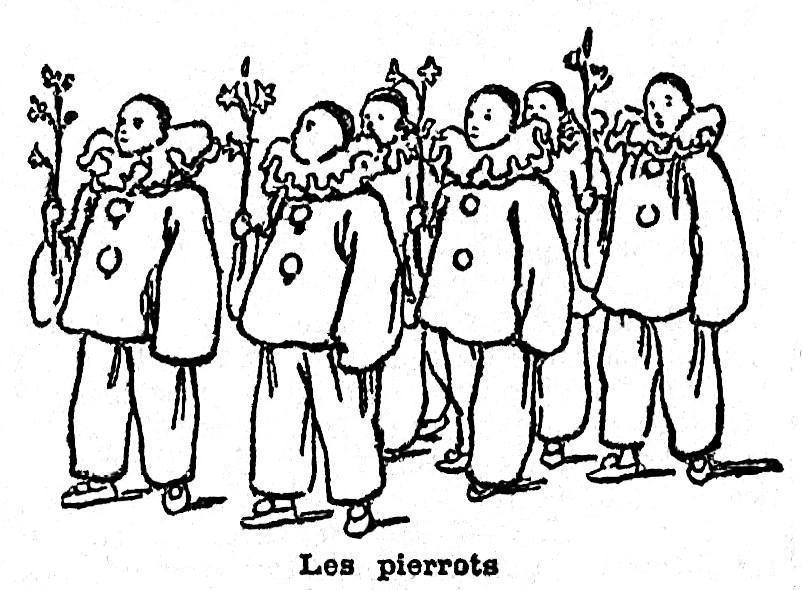
Une partie de la troupe de pierrots et colombines que Willette, costumé en pierrot noir, conduisait à la Promenade de la Vache enragée 1896.

La Promenade de la Vache enragée ou Vachalcade est un cortège carnavalesque de Montmartre organisé en 1896 et 1897 par les artistes et les Montmartrois en réponse aux grands cortèges du Bœuf Gras qui défilent ces années-là.

## Histoire de la Vache enragée

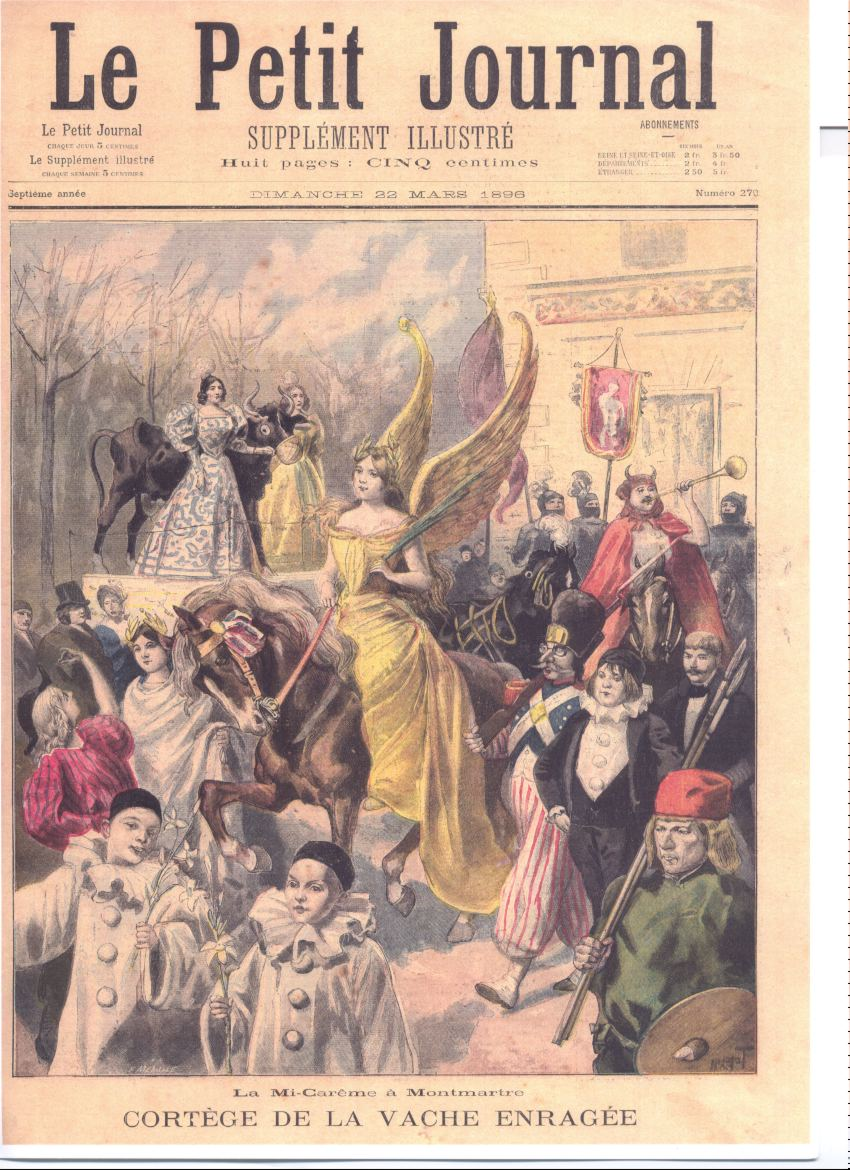
Le cortège de 1896

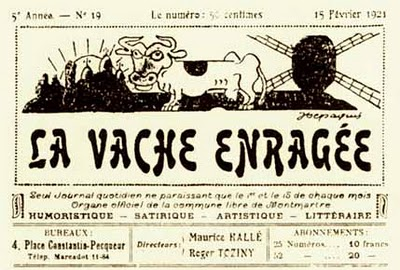
En 1921, l'organe officiel de la commune libre de Montmartre s'appelle La Vache enragée.

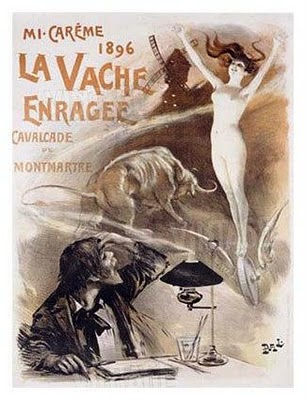
Illustration pour la Vachalcade 1896.

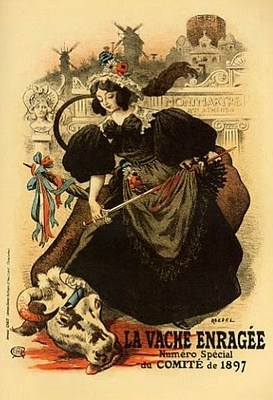
Couverture du numéro spécial de La Vache enragée par Auguste Roedel, 1897.

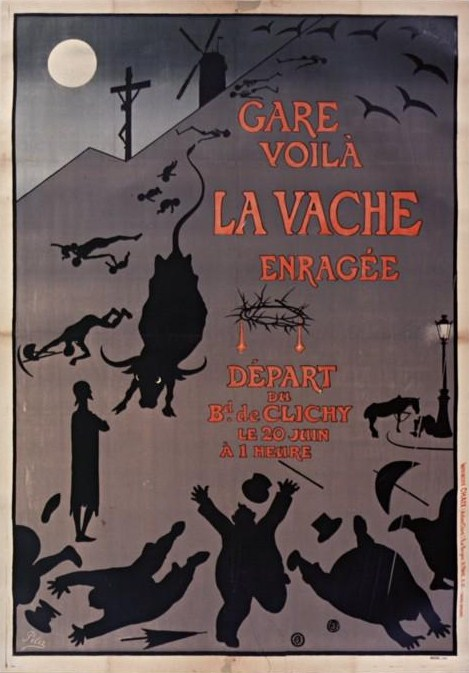
Affiche de Fernand Pelez pour la Vachalcade 1897.

À la suite de problèmes internes d'organisation, le cortège parisien du Bœuf Gras cesse de sortir après 1870. En 1885 parait le roman du Montmartrois Émile Goudeau La Vache enragée. En 1889, Joseph Oller et Charles Zidler créent le célèbre bal du Moulin rouge. Ils organisent dans la rue, à l'occasion du Carnaval de Paris des cavalcades évoquant la Promenade du Bœuf Gras. Ainsi en 1892 : « La cavalcade du Moulin-Rouge était aussi fort belle. Le motif principal de la décoration était un gigantesque bœuf roux en carton qui balançait sentimentalement la tête. Sur le colosse était juché l'Amour, un bambin à perruque blonde très gentil ; ». Et en 1893, le Mardi Gras « On a beaucoup remarqué aussi la cavalcade du Moulin-Rouge, avec un bœuf gras de proportions gigantesques. Ce bœuf était en carton, hélas ! ». Oller et Zidler font probablement défiler aussi d'autres années des évocations du Bœuf Gras. Enfin, en 1895, après vingt-cinq ans d'absence la renaissance du Bœuf Gras à grande échelle est annoncée. Rodolphe Salis propose alors de faire défiler à Montmartre la Promenade de la Vache enragée des artistes et des pauvres en réponse à l'opulente Promenade du Bœuf Gras qui va défiler dans Paris en février 1896. Des artistes ainsi que divers habitants de Montmartre se rallient à cette idée et organisent la fête. La présence de chevaux dans le cortège 1896 de la Promenade du Bœuf Gras a fait baptiser celui-ci Cavalcade du Bœuf Gras. La présence symbolique de la vache enragée dans la fête montmartroise fait que ce défilé prend en écho le nom de Vachalcade. Il sera utilisé avec celui de Promenade de la Vache enragée.
Initialement la première sortie de la Promenade de la Vache enragée est programmée pour le mois de juin, afin de ressusciter également par la même occasion la Fête de Montmartre. Le Préfet de police Louis Lépine impose une autre date. La Vache enragée défile le jeudi 12 mars 1896, pour la Mi-Carême, le même jour que le cortège de la Reine des Reines de Paris. Cette première Vachalcade connaît un grand retentissement, lié à la célébrité de Montmartre : on en trouve l'écho jusque dans la presse de Nouvelle-Zélande.
Le compte-rendu de la fête dans le Journal des débats s'achève par ces mots :

« En résumé, défilé des plus amusants, dont la composition artistique a vivement intéressé les quinze à vingt mille personnes échelonnées le long d'un parcours de douze kilomètres ; excellent après-midi pour les cafetiers du 18e arrondissement, pour les vendeurs de confetti et de serpentins ; gaieté générale, et fructueuse recette pour les pauvres. »

Le responsable de la première Vachalcade est Joseph Oller. La même année le Commissaire général de la Cavalcade du Bœuf Gras est Charles Zidler. Le Moulin rouge est à l'époque codirigé par Oller et Zidler.
L'exemple de la Vachalcade est suivi dans la banlieue de Paris. Le jeudi de la Mi-Carême 25 mars 1897 défile une vachalcade aux Mureaux. Le Petit Journal en fait état :

« La jeunesse des Mureaux, tout comme Montmartre l'an dernier, avait organisé une vachalcade, avec char, naturellement, de la vache enragée, et cinq ou six autres chars, du Frère Miroton, des Hercules, des Deux Jumeaux, etc. »

Une deuxième édition de la Promenade de la Vache enragée a lieu à Montmartre le jour du solstice d'été 21 juin 1897. Son responsable est le peintre Adolphe Willette, assisté d'Auguste Roedel. Le Commissaire général de la Cavalcade du Bœuf Gras est à nouveau cette année-là Charles Zidler.
Gustave Charpentier compose et crée à cette occasion sa cantate Le Couronnement de la Muse. La muse dont il est question ici est Mademoiselle Stumpp, la Muse de Montmartre, sorte de reine carnavalesque de la Vachalcade 1897.
La seconde Vachalcade accumule un énorme déficit. Pour y remédier est organisée le 16 décembre 1897 au Moulin Rouge une fête baptisée ironiquement Fête du Déficit. C'est une très belle fête, mais aussi un échec financier. Le 20 décembre 1897, un article-éditorial de Solness dans le journal Le Matin, intitulé A Montmartre, tire le bilan de cet échec organisationnel.
Plus d'une année après, le 30 décembre 1898, le Conseil municipal de Paris, vu la pétition par laquelle les Comités de la Fête de la vache enragée et de la Fête des fous et de l'âne sollicitent une subvention pour combler le déficit résultant de l'organisation desdites fêtes, vu le rapport (imprimé no 192 de 1898), présenté par Léopold Bellan, syndic, au nom du Bureau, alloue au Comité de la Fête de la vache enragée une subvention de 9,896 fr. 25 c. et au Comité de la Fête des fous et de l'âne une subvention de 3,000 fr. pour couvrir le déficit résultant de l'organisation de leurs fêtes.
En dépit de l'importance considérable de la somme versée tardivement, la Vachalcade ne connait pas de nouvelles éditions.

## Conséquence lilloise du défilé montmartrois
S'inspirant de l'exemple donné par la muse montmartroise, une Muse Lilloise est élue à Lille fin 1897.
Gustave Charpentier assiste au scrutin qui a lieu au palais Rameau.
Cette muse est élue pour figurer dans un cortège en hommage au poète et goguettier lillois Alexandre Desrousseaux auteur du P'tit Quinquin.

## Suites et reprise du défilé de la Vache enragée

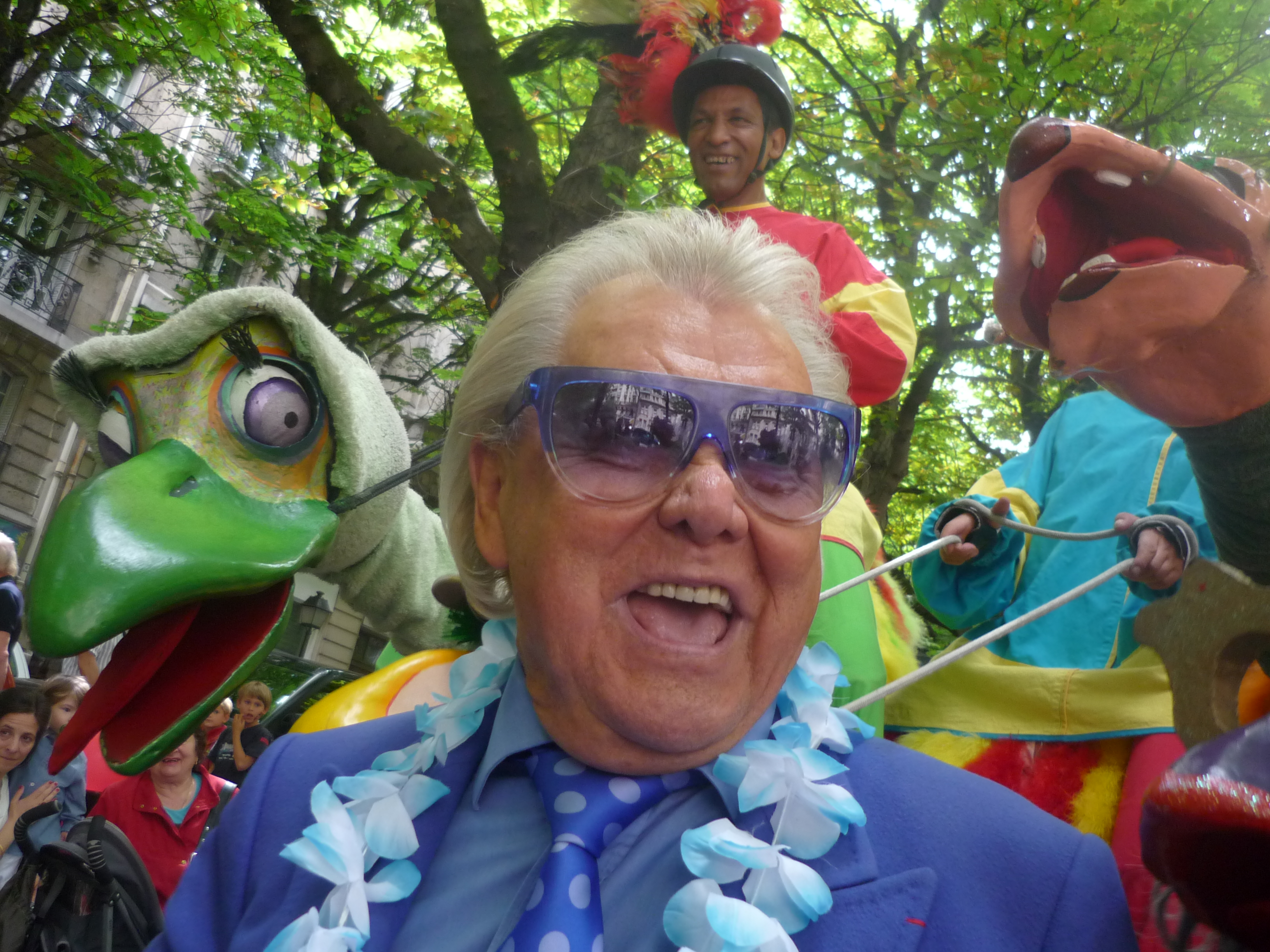
Michou à la Vachalcade 2011.

Le 15 mars 1902, dans un numéro de L'Assiette au Beurre consacré aux masques, Louis Morin fait paraître un dessin en double page intitulé : LE DRESSAGE DU LOCATAIRE, Projet de char pour la prochaine vachalcade.
Le jeudi de la Mi-Carême 19 mars 1936, dans le grand cortège du Bœuf Gras défile un char de la Vache enragée.
En 1951, dans le cadre des festivités du bi-millénaire de Paris et Montmartre, Gustave Charpentier, alors nonagénaire, dirige 1250 exécutants interprétant devant le marché Saint Pierre à Montmartre sa cantate Le Couronnement de la Muse.
Le 26 juin 2010, la Vachalcade renaît, à l'initiative de l'association Montmartre à la Une.
Le 25 juin 2011, la seconde Vachalcade rassemble une participation et un public plus important que pour la précédente et est un grand succès.
Ses parrains sont Christophe Salengro, le président de Groland, Flo, le Maire du Bas-Montmartre et le directeur de cabaret Michou.
La Vachalcade absente des rues en 2012 est ressortie avec succès en 2013 et a défilé à nouveau le 6 juin 2015.

## Iconographie
- La Vache enragée – Affiche en couleurs de Henri de Toulouse-Lautrec pour la Vachalcade[16].
- Vachalcade, la voilà !!!! la voilà !!!! – Affiche en couleurs de Henri de Toulouse-Lautrec pour la Vachalcade[16].

### Sources
- Presse parisienne des années 1896 et 1897.
- Dossier de presse pour une exposition, incluant la reproduction de la couverture du numéro spécial de la revue La Vache enragée pour la Vachalcade de 1897 et la photo du char de la Muse de Montmartre 1897.
- La Vachalcade 1897 vue par un témoin journaliste lyonnais.